# Campionato mondiale maschile under 19 di pallavolo
Il campionato mondiale maschile under 19 di pallavolo è una competizione pallavolistica per squadre nazionali, riservata a giocatori con un'età inferiore di 19 anni, organizzata con cadenza biennale dalla FIVB.

## Edizioni
| Edizione      | Edizione            | Podio    | Podio            | Podio         |
| Anno          | Organizzatore       | Campione | Seconda          | Terza         |
| ------------- | ------------------- | -------- | ---------------- | ------------- |
| 1989 Dettagli | Emirati Arabi Uniti | Brasile  | Unione Sovietica | Bulgaria      |
| 1991 Dettagli | Portogallo          | Brasile  | Unione Sovietica | Corea del Sud |
| 1993 Dettagli | Turchia             | Brasile  | Giappone         | Corea del Sud |
| 1995 Dettagli | Porto Rico          | Brasile  | Italia           | Giappone      |
| 1997 Dettagli | Iran                | Italia   | Grecia           | Giappone      |
| 1999 Dettagli | Arabia Saudita      | Russia   | Venezuela        | Polonia       |
| 2001 Dettagli | Egitto              | Brasile  | Iran             | Russia        |
| 2003 Dettagli | Thailandia          | Brasile  | India            | Iran          |
| 2005 Dettagli | Algeria             | Russia   | Brasile          | Italia        |
| 2007 Dettagli | Messico             | Iran     | Cina             | Francia       |
| 2009 Dettagli | Italia              | Serbia   | Iran             | Argentina     |
| 2011 Dettagli | Argentina           | Serbia   | Spagna           | Cuba          |
| 2013 Dettagli | Messico             | Russia   | Cina             | Polonia       |
| 2015 Dettagli | Argentina           | Polonia  | Argentina        | Iran          |
| 2017 Dettagli | Bahrein             | Iran     | Russia           | Giappone      |
| 2019 Dettagli | Tunisia             | Italia   | Russia           | Argentina     |
| 2021 Dettagli | Iran                | Polonia  | Bulgaria         | Iran          |
| 2023 Dettagli | Argentina           | Francia  | Iran             | Corea del Sud |
| 2025 Dettagli | Uzbekistan          | Francia  | Polonia          | Spagna        |

## Medagliere
| Pos. | Squadra          | 1º posto | 2º posto | 3º posto | Totale |
| ---- | ---------------- | -------- | -------- | -------- | ------ |
| 1    | Brasile          | 6        | 1        | -        | 7      |
| 2    | Russia           | 3        | 2        | 1        | 6      |
| 3    | Iran             | 2        | 3        | 3        | 8      |
| 4    | Polonia          | 2        | 1        | 2        | 5      |
| 5    | Italia           | 2        | 1        | 1        | 4      |
| 6    | Francia          | 2        | -        | 1        | 3      |
| 7    | Serbia           | 2        | -        | -        | 2      |
| 8    | Cina             | -        | 2        | -        | 2      |
| 8    | Unione Sovietica | -        | 2        | -        | 2      |
| 10   | Giappone         | -        | 1        | 3        | 4      |
| 11   | Argentina        | -        | 1        | 2        | 3      |
| 12   | Bulgaria         | -        | 1        | 1        | 2      |
| 13   | Spagna           | -        | 1        | 1        | 2      |
| 14   | Grecia           | -        | 1        | -        | 1      |
| 14   | India            | -        | 1        | -        | 1      |
| 14   | Venezuela        | -        | 1        | -        | 1      |
| 17   | Corea del Sud    | -        | -        | 3        | 3      |
| 18   | Cuba             | -        | -        | 1        | 1      |